# Liste der Fernstraßen in Aserbaidschan

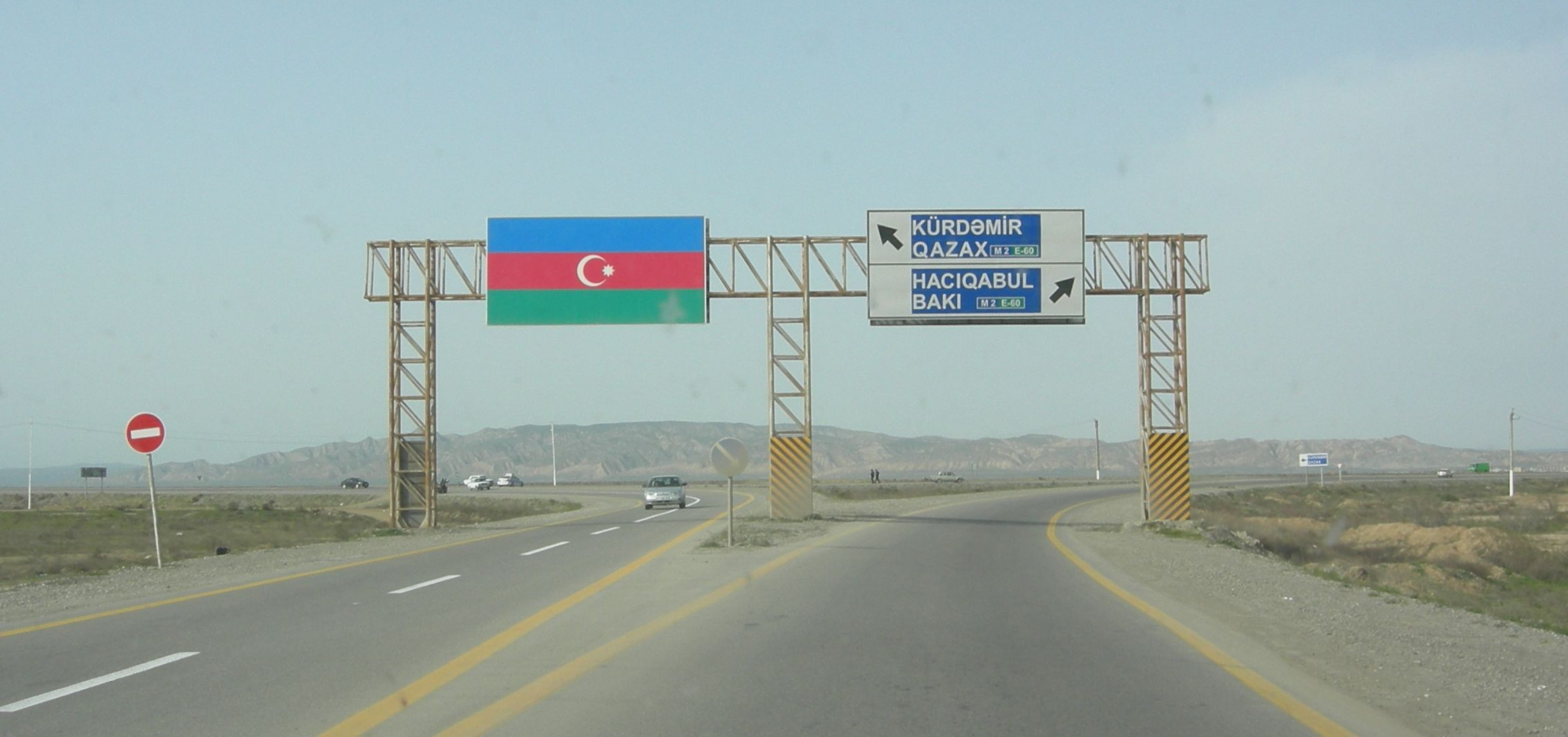
Abzweigung der M6 von der M2 nahe Hacıqabul, vor 2010

Das Fernstraßennetz von Aserbaidschan besteht aus acht Magistralen, von denen vier (M1 bis M4) ihren Anfang in der Hauptstadt Baku bzw. ihren Vororten haben und zwei (M7 und M8) durch die Autonome Republik Nachitschewan verlaufen. Die wichtigste Achse ist dabei die das Land in West-Ost-Richtung durchquerende M2. Nachfolgend eine Liste der Fernstraßen in Aserbaidschan:

## Magistralen
| Kurz  | Name | Verlauf | Länge  | Anmerkungen                    |
| ----- | ---- | --- | ------ | ------------------------------ |
| E-119 | M1   | Baku – Sumqayıt – Siyəzən – Şabran – Quba – Grenze zu Russland (Anschluss an R217)                                                                                   | 208 km |                                |
| E-60  | M2   | Baku – Ələt – Hacıqabul – Kürdəmir – Ucar – Yevlax – Gəncə – Şəmkir – Tovuz – Ağstafa – Qazax – Grenze zu Georgien (Anschluss an S4)                                 | 503 km |                                |
| E-119 | M3   | Ələt – Salyan – Biləsuvar – Cəlilabad – Masallı – Lənkəran – Astara – Grenze zu Iran (Anschluss an 49)                                                               | 243 km |                                |
| M4    | M4   | Baku – Şamaxı – Ağsu – Göyçay – Ağdaş – Yevlax | 280 km |                                |
| M5    | M5   | Yevlax – Mingəçevir – Şəki – Zaqatala – Balakən – Grenze zu Georgien (Anschluss an S5)                                                                               | 164 km |                                |
| E-002 | M6   | Hacıqabul – Şirvan – Sabirabad – Saatlı – Abzweig nach İmişli – Abzweig nach Beyləqan – Horadiz – Abzweig nach Cəbrayıl – Abzweig nach Zəngilan – Grenze zu Armenien | 286 km | Grenze zu Armenien geschlossen |
| E-002 | M7   | Naxçıvan – Qıvraq – Şərur – Heydərabad – Grenze zu Armenien | 087 km | Grenze zu Armenien geschlossen |
| E-002 | M8   | Naxçıvan – Julfa – Ordubad – Grenze zu Armenien | 100 km | Grenze zu Armenien geschlossen |

## Regionale Fernstraßen
| Kurz | Name | Verlauf                                                              | Länge  | Anmerkungen                    |
| ---- | ---- | -------------------------------------------------------------------- | ------ | ------------------------------ |
| R1   | R1   | Qəndob – Xaçmaz – Xudat – Yalama – Grenze zu Russland                | 088 km |                                |
| R2   | R2   | Giləzi – Xızı                                                        | 031 km |                                |
| R3   | R3   | Quba – Qusar                                                         | 012 km |                                |
| R4   | R4   | Quba – Xaçmaz                                                        | 022 km |                                |
| R5   | R5   | Qusar – Xudat                                                        | 029 km |                                |
| R6   | R6   | Hacı Zeynalabdin – Sahil                                             | 040 km | Westliche Umgehung von Baku    |
| R7   | R7   | Hacı Zeynalabdin – Sumqayıt                                          | 018 km |                                |
| R8   | R8   | Muğanlı – İsmayıllı                                                  | 040 km |                                |
| R9   | R9   | Qaraməryəm – İsmayıllı – Şəki und Zufahrt zur Stadt Oğuz             | 158 km |                                |
| R10  | R10  | Qaraməryəm – Müsüslü                                                 | 022 km |                                |
| R11  | R11  | Ağsu – Kürdəmir – İmişli – Bəhramtəpə                                | 113 km |                                |
| R12  | R12  | Göyçay – Bərgüşad                                                    | 018 km |                                |
| R13  | R13  | Göyçay – Ucar                                                        | 020 km |                                |
| R14  | R14  | Ağdaş – Ləki                                                         | 010 km |                                |
| R15  | R15  | Ağdaş – Zarağan                                                      | 045 km |                                |
| R16  | R16  | Qorağan – Qax – Zaqatala                                             | 043 km |                                |
| R17  | R17  | Xaldan – Mingəçevir                                                  | 014 km |                                |
| R18  | R18  | Mingəçevir – Stansiya Mingəçevir – Bəhramtəpə                        | 166 km |                                |
| R19  | R19  | Gəncə – Kəlbəcər – Laçın                                             | 200 km |                                |
| R20  | R20  | Gəncə – Daşkəsən                                                     | 038 km |                                |
| R21  | R21  | Gəncə – Samux                                                        | 008 km |                                |
| R22  | R22  | Şəmkir – Gədəbəy                                                     | 045 km |                                |
| R23  | R23  | Qazax – Uzuntala – Grenze zu Armenien (Anschluss an M4)              | 014 km | Grenze zu Armenien geschlossen |
| R24  | R24  | Ağstafa – Poylu – Grenze zu Georgien                                 | 054 km |                                |
| R25  | R25  | Goranboy – Naftalan                                                  | 018 km |                                |
| R26  | R26  | Goranboy – Tərtər                                                    | 035 km |                                |
| R27  | R27  | Tərtər – Hindarx                                                     | 041 km |                                |
| R28  | R28  | Yevlax – Xocalı – Laçın und Zufahrt zu den Städten Xankəndi und Şuşa | 154 km |                                |
| R29  | R29  | Bərdə – İstisu und Zufahrt zur Stadt Kəlbəcər                        | 164 km |                                |
| R30  | R30  | Xankəndi – Xocavənd                                                  | 042 km |                                |
| R31  | R31  | Şuşa – Füzuli                                                        | 053 km |                                |
| R32  | R32  | Ucar – Zərdab – Ağcabədi                                             | 076 km |                                |
| R33  | R33  | Ağdam – Hindarx – Ağcabədi                                           | 048 km |                                |
| R34  | R34  | Ağdam – Ağdərə                                                       | 026 km |                                |
| R35  | R35  | Ağdam – Füzuli – Horadiz und Zufahrt zur Stadt Xocavənd              | 094 km |                                |
| R36  | R36  | Laçın – Həkəri                                                       | 083 km |                                |
| R37  | R37  | Laçın – Zabux – Grenze zu Armenien (Anschluss an M12)                | 023 km | Grenze zu Armenien geschlossen |
| R38  | R38  | Qubadlı – Xanlıq                                                     | 016 km |                                |
| R39  | R39  | Həkəri – Zəngilan                                                    | 023 km |                                |
| R40  | R40  | Füzuli – Cəbrayıl – Mahmudlu                                         | 046 km |                                |
| R41  | R41  | Yuxarı Qarabağ Kanalı – Beyləqan – Daşburun                          | 032 km |                                |
| R42  | R42  | Bəhramtəpə – Biləsuvar                                               | 062 km |                                |
| R43  | R43  | Biləsuvar – Grenze zu Iran                                           | 019 km |                                |
| R44  | R44  | Hacıqabul – Şirvan                                                   | 011 km |                                |
| R45  | R45  | Şirvan – Noxudlu – Salyan                                            | 043 km |                                |
| R46  | R46  | Salyan – Neftçala                                                    | 040 km |                                |
| R47  | R47  | Masallı – Yardımlı                                                   | 053 km |                                |
| R48  | R48  | Lənkəran – Lerik                                                     | 055 km |                                |
| R49  | R49  | Naxçıvan – Şahbuz – Grenze zu Armenien (Anschluss an M13)            | 065 km | Grenze zu Armenien geschlossen |
| R50  | R50  | M2 (371 km) – Internationaler Flughafen Gəncə                        | 011 km |                                |
| R51  | R51  | M2 (336 km) – Gəncə                                                  | 008 km |                                |
| R52  | R52  | M2 (317 km) – Kürəkçay-Bahnhof                                       | 005 km |                                |
| R53  | R53  | M2 (376 km) – Alabaşlı-Bahnhof                                       | 008 km |                                |
| R54  | R54  | M2 (70 km) – Ələt-Bahnhof                                            | 005 km |                                |
| R55  | R55  | M3 (220 km) – Masallı-Bahnhof                                        | 005 km |                                |
| R56  | R56  | M5 (17 km) – Kərimli                                                 | 031 km |                                |
| R57  | R57  | M5 (46 km) – Şəki                                                    | 012 km |                                |
| R58  | R58  | M5 (128 km) – Zaqatala-Bahnhof                                       | 009 km |                                |
| R59  | R59  | M5 (150 km) – Balakən-Bahnhof                                        | 002 km |                                |
| R60  | R60  | M6 (94 km) – İmişli                                                  | 007 km |                                |
| R61  | R61  | M6 (250 km) – Zəngilan                                               | 011 km |                                |
| R62  | R62  | M7 (58 km) – Şərur                                                   | 004 km |                                |
| R63  | R63  | M7 (80 km) – Sədərək                                                 | 008 km |                                |
| R64  | R64  | M8 (3 km) – Babək                                                    | 003 km |                                |
| R65  | R65  | M8 (44 km) – Culfa                                                   | 002 km |                                |
| R66  | R66  | M8 (75 km) – Ordubad-Bahnhof                                         | 005 km |                                |